# Jože Poklukar
Jože Poklukar, né le 30 janvier 1973 à Jesenice, est un biathlète slovène. 

## Biographie
Il effectue sa première saison complète en Coupe du monde en 1993-1994, où il prend part à ses premiers Jeux olympiques à Lillehammer. Lors de l'hiver suivant, il obtient son meilleur résultat dans l'élite avec la sixième place au sprint de Bad Gastein. C'est en relais qu'il obtient son unique podium dans la compétition à Nagano en 1997, peu après une médaille d'argent aux Championnats d'Europe. Au même endroit, il est seizième en sprint aux Jeux olympiques l'année suivante, y disputant son dernier championnat majeur.
Son frère jumeau Matjaž est aussi biathlète.

## Palmarès

### Jeux olympiques d'hiver
| Épreuve / Édition                | Individuel | Sprint | Relais |
| Jeux olympiques 1994 Lillehammer | -          | 59e    | -      |
| Jeux olympiques 1998 Nagano      | -          | 16e    | 12e    |

- — : N'a pas participé à l'épreuve.

### Coupe du monde
- Meilleur classement général : 49e en 1997.
- 1 podium en relais : 1 troisième place.
- Meilleur résultat individuel : 6e.

### Championnats d'Europe
- Médaille d'argent du sprint en 1997.